# Šachov
Šachov (německy Schachow) je malá vesnice, část města Borohrádek ve východních Čechách. Leží v katastrálním území Šachov u Borohrádku. Patří však do obvodu pošty Týniště nad Orlicí, nikoliv pošty v Borohrádku.

## Historie
První písemná zmínka o obci pochází z roku 1342. Dle místní pověsti je pojmenování obce odvozeno od sušení šáchů pro semeno lesních stromů, pravděpodobněji je však obec pojmenována po svém zakladateli nebo předákovi kolonistů jménem Šácha.

## Pamětihodnosti
- Kostel Nejsvětější Trojice, postavený kolem roku 1700.
- Před kostelem stojí vrcholně barokní sousoší Krucifixu z roku 1751.
- Vrcholně barokní sousoší sv. Jana a Pavla z rozcestí silnice k Borohrádku bylo v průběhu 2. poloviny 20. století nejprve přesunuto na náves a pak do Borohrádku.
- V roce 2002 objevil amatérský sběratel zkamenělin Michal Matějka na území Šachova vzácné fosílie svrchnokřídové ryby rodu Xiphactinus. Tato obří dravá ryba zde žila v období pozdní křídy, asi před 86 miliony let, kdy zde ještě bylo mělké moře.[4]

## Další fotografie

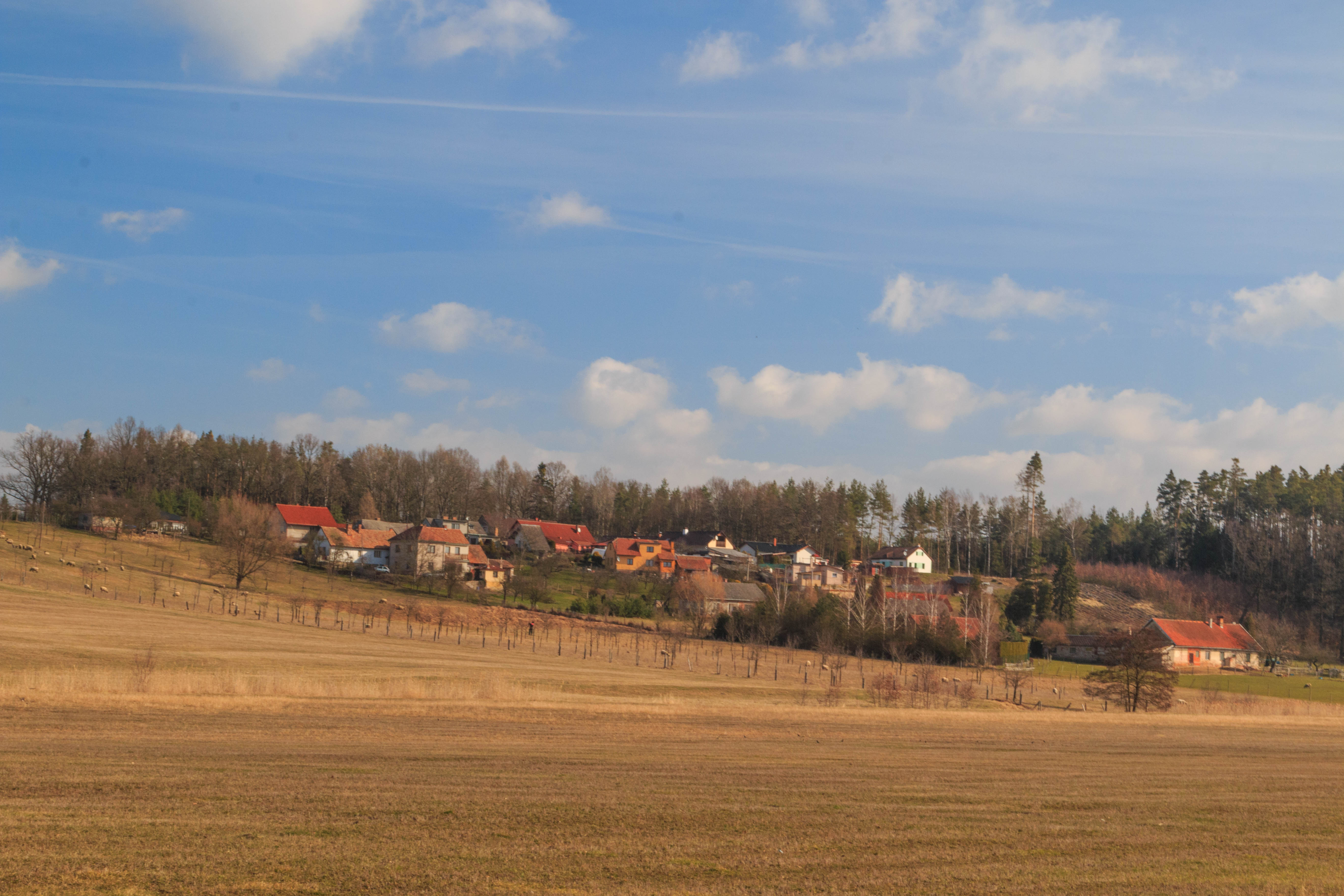
Šachov - část pod kopcem
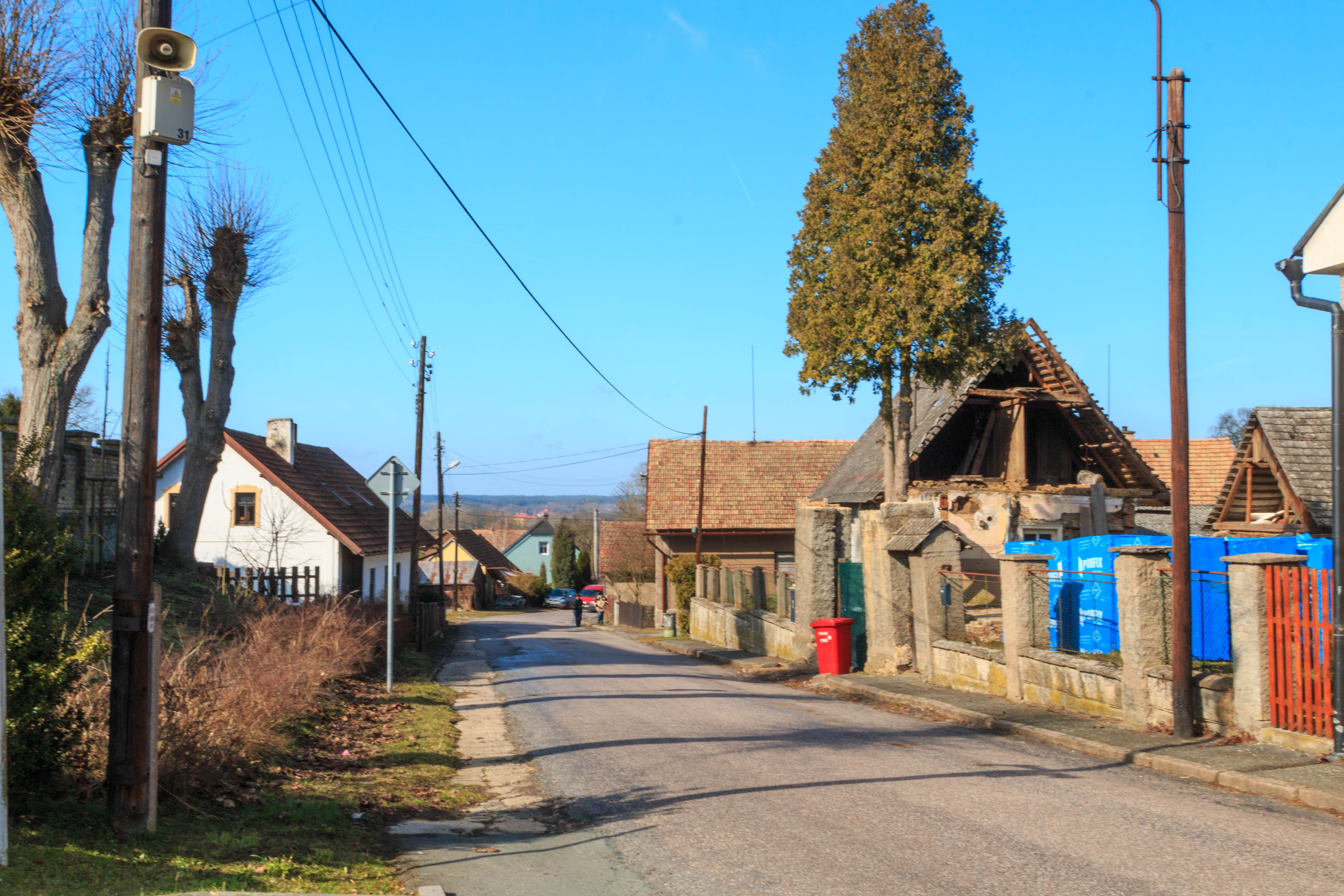
Šachov - čp. 22
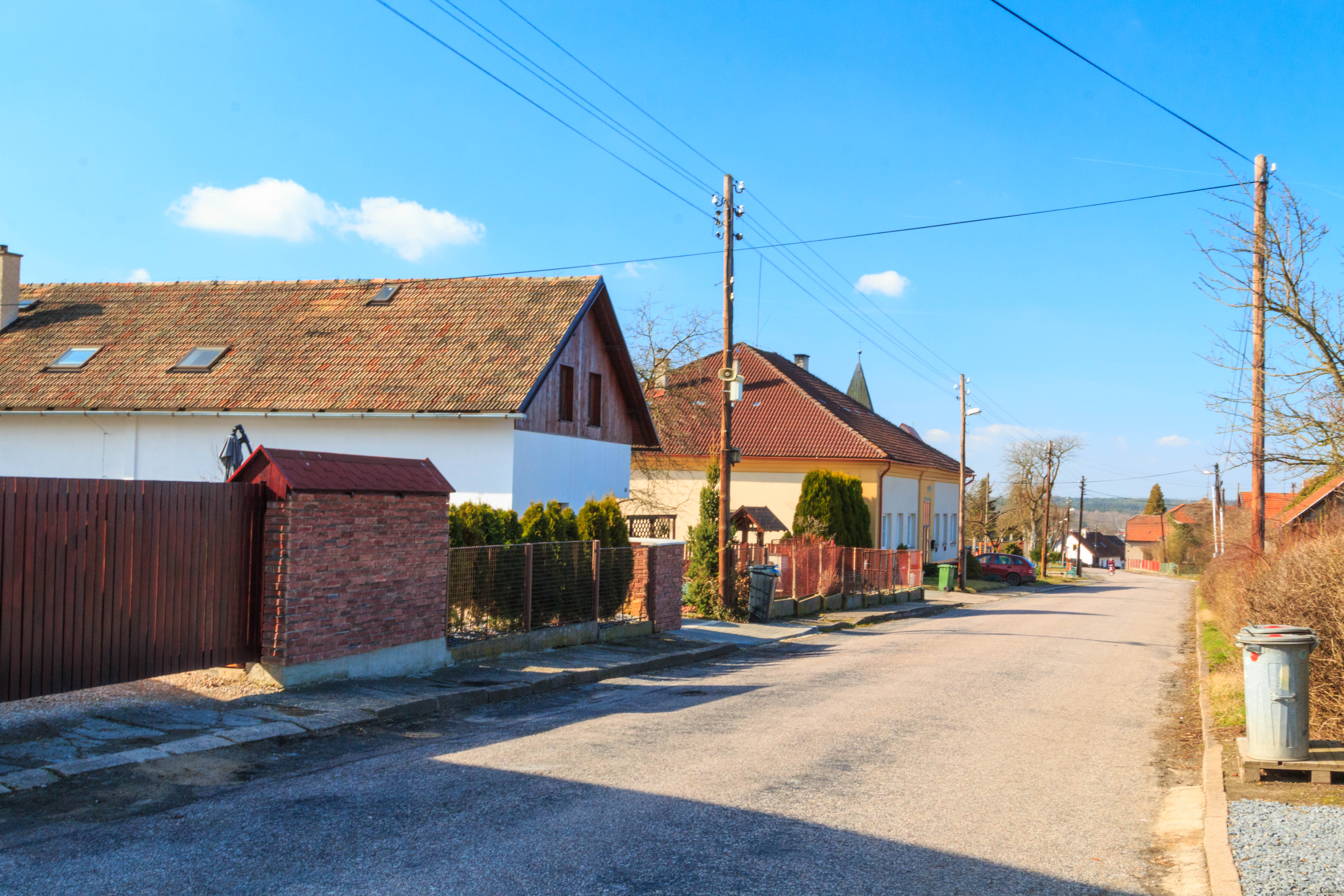
Šachov - čp. 54
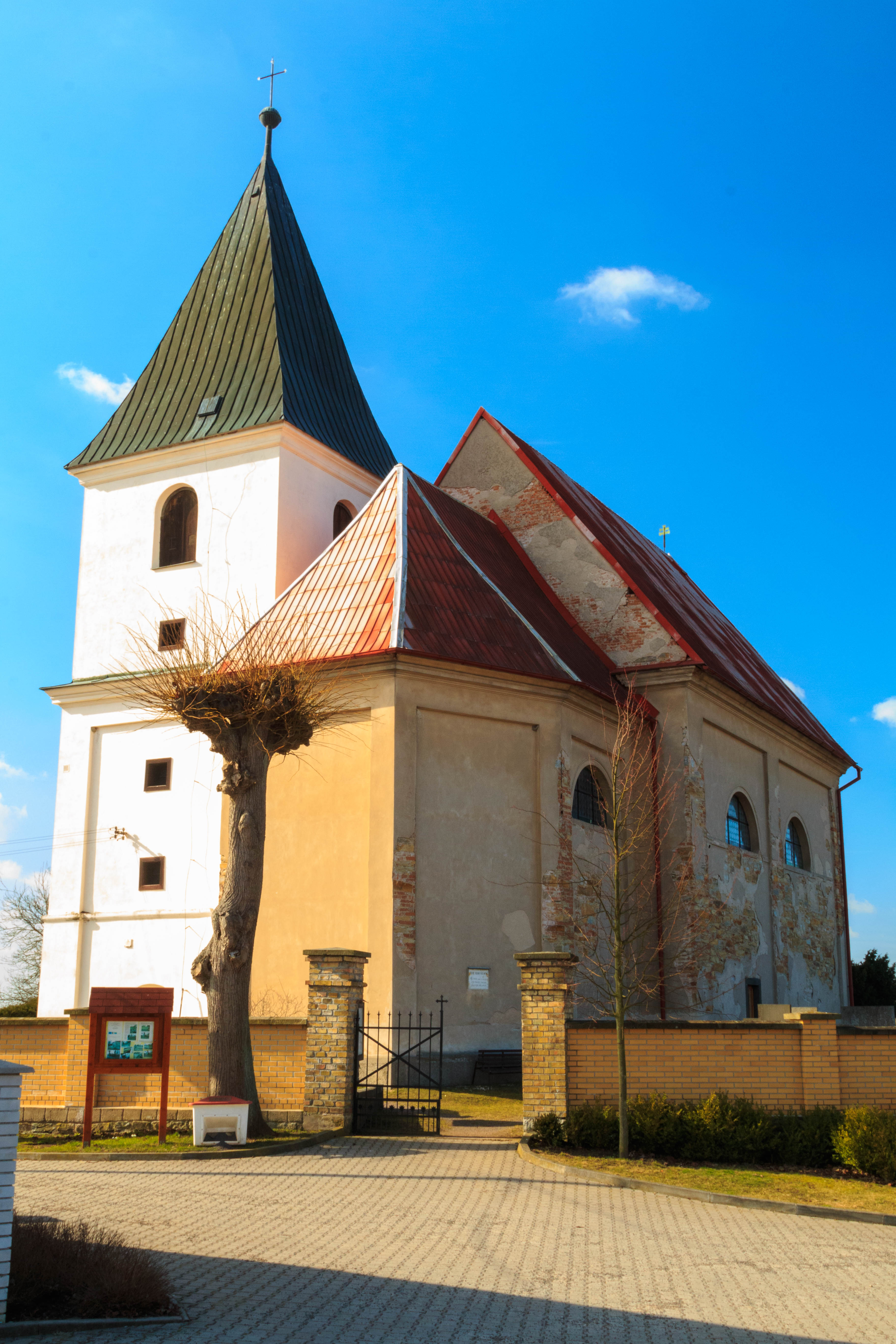
Šachov - kostel Nejsvětější trojice